# Kerstin Merkel
Kerstin Merkel (* 1962 in Hochheim am Main) ist eine deutsche Kunsthistorikerin. Merkel ist seit 2010 Honorarprofessorin für Kunstgeschichte und Kunstwissenschaft an der Katholischen Universität Eichstätt-Ingolstadt.

## Leben
Merkel studierte an der Universität Mainz Kunstgeschichte, Klassische Archäologie und Ägyptologie. Nach Studienaufenthalten in Italien und im Nahen Osten wurde sie 1989 an der Mainzer Universität mit einer Dissertation über die Ikonographie der Salome promoviert, die Arbeit erschien 1990 mit dem Titel Salome. Ikonographie im Wandel. Von 1990 bis 1999 war sie als wissenschaftliche Assistentin im Bereich der Kunstwissenschaft an der Universität Kassel tätig.
2001 übernahm Merkel einen Lehrauftrag an der Katholischen Universität Eichstätt-Ingolstadt und habilitierte sich 2002 an der Kasseler Universität mit einer Arbeit über die Grabdenkmäler von Kardinal Albrecht von Brandenburg. Ihre Habilitationsschrift wurde 2004 unter dem Titel Jenseits-Sicherung. Kardinal Albrecht von Brandenburg und seine Grabdenkmäler veröffentlicht. 2009 war sie Gastprofessorin am Kunstgeschichtlichen Institut der Universität Wien und vertrat dort den Bereich der mittelalterlichen Kunst. Seite 2010 ist sie Honorarprofessorin an der Katholischen Universität in Eichstätt. Von 2011 bis 2012 übernahm sie außerdem Lehraufträge an den Universitäten Erlangen und Salzburg und vertrat 2017 bis 2018 die Professur für Mittelalterliche Kunstgeschichte von Andrea von Hülsen-Esch an der Heinrich-Heine-Universität Düsseldorf.
Ihre Forschungsschwerpunkte sind das Spätmittelalter und die Frühe Neuzeit aber auch die Zeit des Nationalsozialismus. Thematische Schwerpunkte bilden die Memoriaforschung, Frauenforschung und die biographische Ikonographie. Seit 2015 arbeitet sie freiberuflich in der Erwachsenenbildung und Kunstvermittlung. Sie ist Autorin, Herausgeberin und Rezensentin zahlreicher Fachveröffentlichungen und Mitautorin des Neuen Pauly. Für den Mitteldeutschen Rundfunk wirkte sie in der Sendereihe Zeugen aus Stein über den Halleschen Dom mit sowie in der Sendung Die Jahrtausendkathedrale. Der Mainzer Dom in der ZDF-Serie Terra X.

## Veröffentlichungen (Auswahl)
- Salome. Ikonographie im Wandel (= Europäische Hochschulschriften Reihe 28 Kunstgeschichte, Bd. 106). Lang, Frankfurt 1990, ISBN 978-3-631-42540-4 (Dissertation).
- mit Heide Wunder (Hrsg.): Deutsche Frauen der frühen Neuzeit. Dichterinnen, Malerinnen, Mäzeninnen. Wissenschaftliche Buchgesellschaft, Darmstadt 2000, ISBN 978-3-89678-187-1.
- Jenseits-Sicherung. Kardinal Albrecht von Brandenburg und seine Grabdenkmäler. Schnell & Steiner, Regensburg 2004, ISBN 978-3-7954-1662-1 (Habilitationsschrift).
- Albrecht und Ursula. Wanderung durch Literatur und Legendenbildung. In: Andreas Tacke (Hrsg.): ... wir wollen der Liebe Raum geben. Konkubinate geistlicher und weltlicher Fürsten um 1500. Wallstein, Göttingen 2006, ISBN 978-3-8353-0052-1, S. 157ff.
- Das Bewährte bewahren – Bischof Gabriel von Eyb, Loy Hering und die Grabdenkmäler im Eichstätter Dom. In: Andreas Tacke (Hrsg.): Kunst und Konfession. Katholische Auftragswerke im Zeitalter der Glaubensspaltung 1517–1563. Schnell & Steiner, Regensburg 2008, ISBN 978-3-7954-2133-5, S. 172ff.
- mit Constance Dittrich (Hrsg.): Spiel mit dem Reich. Nationalsozialistische Ideologie in Spielzeug und Kinderbüchern. Harrassowitz, Wiesbaden 2011, ISBN 978-3-447-06303-6.